# Bouwe Kalma

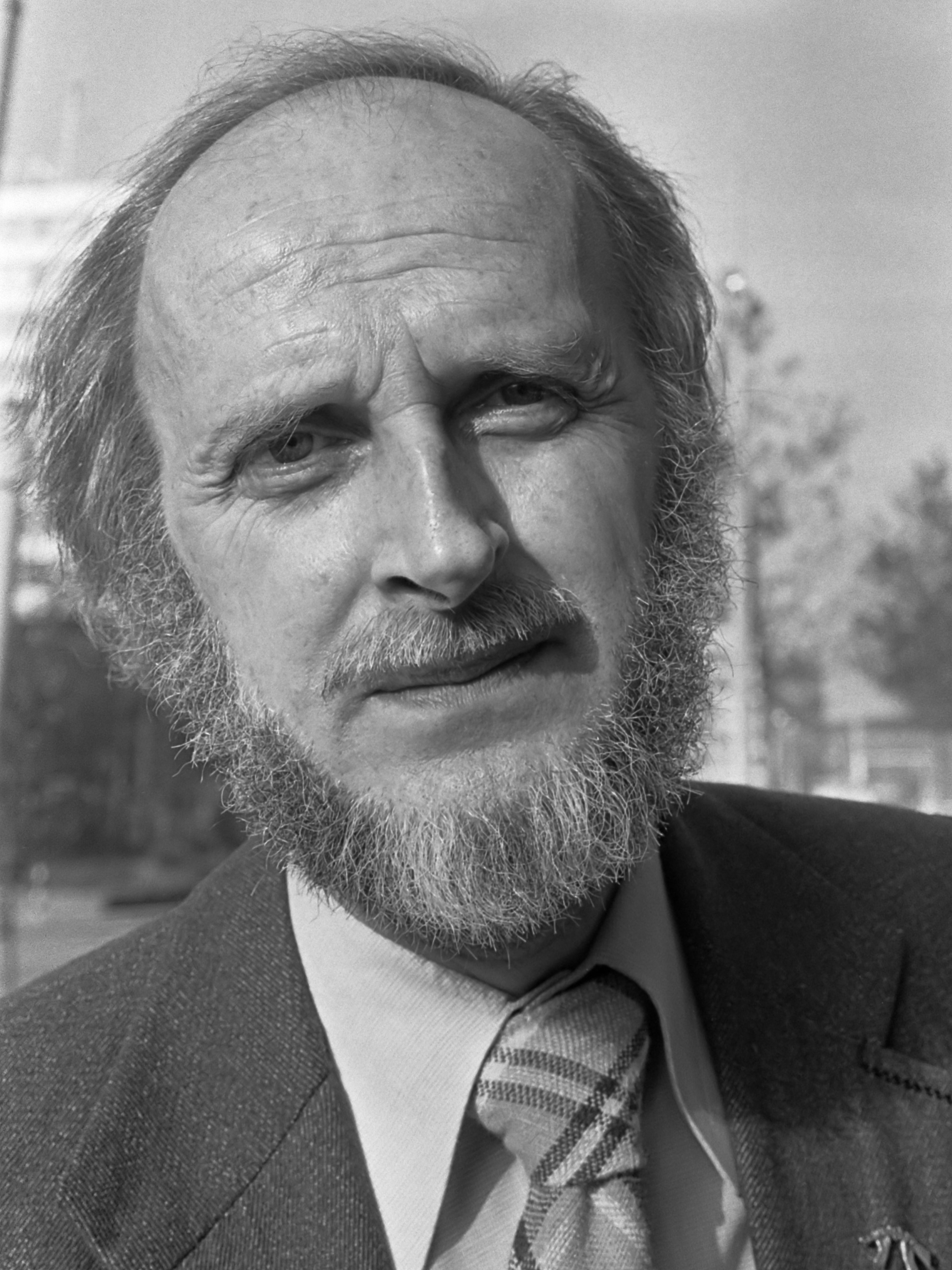
Bouwe Kalma (1977)

Bouwe Dirk Kalma (Beetsterzwaag, 2 mei 1924 - Rotterdam, 25 juni 2011) was hoofdinspecteur bij de gemeentepolitie van Rotterdam en politicus voor de Pacifistisch Socialistische Partij (PSP).
Kalma kwam uit een Fries predikantengezin. Tijdens de Tweede Wereldoorlog zat hij in het verzet. In 1946 nam hij dienst bij de Rotterdamse politie. In de jaren zeventig is hij hoofdinspecteur van de jeugd- en zedenpolitie in Rotterdam. In de jaren vijftig was Kalma aanhanger van de derde weg en werd lid van de PSP. Voor de PSP kwam hij in de Rijnmondraad.
Kalma kwam landelijk in het nieuws toen hij deelnam aan een demonstratie bij het Rotterdamse consulaat van de Bondsrepubliek naar aanleiding van de zelfmoord van de RAF-leden Andreas Baader, Gudrun Ensslin en Jan-Carl Raspe op 18 oktober 1977. De slogan van deze demonstratie was Hun strijd, onze strijd. Internationale solidariteit! van de Vierde Internationale. Kalma kreeg van binnen en buiten de politie zware kritiek op zijn deelname aan de solidariteitsbetoging met de RAF: nog geen maand eerder was de Utrechtse brigadier Arie Kranenburg door RAF-lid Knut Folkerts doodgeschoten. Hoewel procureur-generaal Van der Feltz aandrong op ontslag werd Kalma door burgemeester Van der Louw slechts berispt. Een jaar later stapte Kalma alsnog op bij de Rotterdamse politie.
In 1979 was Kalma lijsttrekker voor de PSP voor de Europese Parlementsverkiezingen. De PSP wist daarbij geen zetels te behalen.
Bouwe Kalma is de vader van Paul Kalma, die lid was van de Tweede Kamer voor de PvdA.